# Hoplopleura uromydis
Hoplopleura uromydis är en insektsart som beskrevs av Oskar Kuhn och Ludwig 1967. Hoplopleura uromydis ingår i släktet Hoplopleura och familjen gnagarlöss. Inga underarter finns listade i Catalogue of Life.